# استیو مک‌مهن
استیو مک‌مهن (به انگلیسی: Steve McMahon) زادهٔ ۲۰ اوت ۱۹۶۱ بازیکن فوتبال اهل انگلستان بود که سابقهٔ بازی در تیم ملی فوتبال انگلستان را در کارنامهٔ خود دارد. وی در تاریخ ۱۷ فوریه ۱۹۸۸ نخستین بازی ملی خود را در مقابل تیم ملی فوتبال اسرائیل انجام داد و با حضور در ۱۷ بازی ملی، در تاریخ ۱۴ نوامبر ۱۹۹۰ واپسین بازی ملی‌اش را در برابر تیم ملی فوتبال جمهوری ایرلند برگزار کرد.